# Ernesto Federico I de Sajonia-Hildburghausen
Ernesto Federico I de Sajonia-Hildburghausen (Gotha, 21 de agosto de 1681 - Hildburghausen, 9 de marzo de 1724) fue un  Duque de Sajonia-Hildburghausen, el hijo mayor de Ernesto de Sajonia-Hildburghausen y de Sofía Enriqueta de Waldeck.

## Biografía
Ernesto Federico I de Sajonia-Hildburghausen nació el 21 de agosto de 1681, en Gotha, Alemania. Fue el hijo mayor del duque Ernesto de Sajonia-Hildburghausen y de la condesa Sofía Enriqueta de Waldeck. Durante su juventud fue miembro del ejército imperial de los Países Bajos. 
Fue herido en la Guerra de Sucesión Española en Höchstädt. Dejó el ejército en 1715, después de la muerte de su padre, y asumió el gobierno del Ducado de Sajonia-Hildburghausen.
Como muchos príncipes alemanes, quería emular el esplendor de la corte del rey Luis XIV de Francia en su ducado, pero esto fue la causa de su ruina financiera. Necesitando constantemente dinero, se vio obligado a subir impuestos y vender ciudades, entre ellas el Condado de Cuylenburg, la dote de su esposa. El condado fue vendido en 1720 a los Estados Generales, pero no para pagar las deudas, sino para construir en su palacio un jardín conectado con un canal. Del mismo modo, en 1723, vendió el Condado de Cuylenburg al Ducado de Sajonia-Meiningen. Pero la venta, sin el consentimiento de su esposa era ilegal, y esto provocó una guerra con Sajonia-Meiningen, y el condado fue ocupado por las tropas de ambos ducados. Al final de la guerra, todo el condado fue devastado y destruido.
Ernesto murió el 9 de marzo de 1724 en Hildburghausen. 

## Matrimonio e hijos
Se casó el 4 de febrero de 1704 con Sofía Albertina de Erbach-Erbach.  Tuvieron diez hijos:
- Ernesto Luis de Sajonia-Hildburghausen (1704)

- Sofía Amalia Isabel de Sajonia-Hildburghausen (1705-1708)

- Ernesto Luis Alberto de Sajonia-Hildburghausen (1707)

- Ernesto Federico II de Sajonia-Hildburghausen (1707-1745)

- Federico Augusto de Sajonia-Hildburghausen (1709-1710)

- Luis Federico de Sajonia-Hildburghausen (1710-1759)

- Isabel Albertina de Sajonia-Hildburghausen (1713-1761)

- Emanuel Federico Carlos de Sajonia-Hildburghausen (1715-1718)

- Isabel Sofía de Sajonia-Hildburghausen (1717)

- Jorge Guillermo Federico de Sajonia-Hildburghausen (1720-1721)